# Szelach (postać biblijna)
Szelach (hebr. שלח) − postać biblijna, był synem Arfachsada (tekst masorecki) lub Kainama (tekst Septuaginty), ojcem Hebera.
Nazwany Szelachem w 1 Księdze Kronik (1,8); Septuaginta i genealogia Jezusa w Ewangelii Łukasza posiadają wariant Sala. W linii przodków od Noego do Abrahama jest wymieniany jako syn Arfachsada w tekście masoreckim albo jako syn Kainama w Septuagincie. Umarł mając 433 (tekst masorecki) lub 460 lat (Septuaginta).